# Бегма Олександр Володимирович
Бегма Олександр Володимирович (нар. 19 лютого 1991, Київ) — український актор кіно і театру, автор музичного оформлення, концертмейстер, вокаліст, акордеоніст. Лауреат Національної премії України імені Тараса Шевченка 2021 року за музичну концепцію вистави «Verba» (реж. Сергій Маслобойщиков, Національний академічний драматичний театр імені Івана Франка).

## Життєпис
Олександр Бегма народився 19 лютого 1991 року у Києві.
Отримав освіту в Національній музичній академії України ім. П. І. Чайковського, у 2018 році закінчив Київський національний університет театру й кіно ім. І. Карпенка-Карого (творча майстерня Дмитра Богомазова). 
З 2016 року Олександр грав у Київському театрі на лівому березі Дніпра. Згодом — актором Національного академічного драматичного театру імені Івана Франка. Грає у виставах Київської академічної майстерні театрального мистецтва «Сузір'я».
2019 року Бегма зіграв у серіалі «Перші ластівки» роль німого Антона Щасливого. Його персонаж першого сезону викликав чималий шквал негативних коментарів і хейту. У другому сезоні актор з'явився у ролі Єгора Калити.
2020 року музикант і актор став лауреатом театральної премії «Київська пектораль» «За найкращу музичну концепцію вистави» як автор оригінальної музики до вистави за мотивами драми-феєрії Лесі Українки «Verba», де, крім того, ще й зіграв головну роль — Лукаша.
2021 року за виставу «Verba» Бегма як композитор разом із режисером Сергієм Маслобойщиковим та художницею з костюмів Наталією Рудюк стали лауреатами Національної премії України імені Тараса Шевченка, здобувши перемогу в номінації «Театральне мистецтво».

## Театральні роботи
Київський академічний театр драми і комедії на лівому березі Дніпра
1. 2017 — «12-та ніч, або Що захочете» за п'єсою Вільяма Шекспіра; реж. Дмитро Богомазов — Блазень з дому Олівії[9]

Національний академічний драматичний театр імені Івана Франка
1. 2018 — «Коріолан» за трагедією Вільям Шекспіра; реж. Дмитро Богомазов
2. 2019 — «Verba» за драмою-феєрією «Лісова пісня» Лесі Українки; реж. Сергій Маслобойщиков[10]

Київська академічна майстерня театрального мистецтва «Сузір'я»

## Фільмографія
Кіно
- 2019 — Номери — Дев'ятий
- 2020 — Шуша — Живаго
- 2021 — Berenshtein
- 2023 — Ludzie
- 2024 — Камінь, ножиці, папір — повітряний командир

Телебачення
- 2017 — Ноти кохання — Саша
- 2018 — Опер за викликом — Антон
- 2019 — Скляна кімната — Ігор Кириленко
- 2019 — Перші ластівки — Антон Щасливий
- 2019 — Спадкоємці — Микола в молодості
- 2020 — Перші Ластівки. Zалежні — Єгор Калита
- 2021 — Невірна